# Kugleposten
|  | Denne artikel handler om en film. For køretøjet se kuglepostvogn. |
Kugleposten er en dansk virksomhedsfilm fra 1934 med ukendt instruktør. I filmen ses optagelser med en rekonstrueret kuglepostvogn.

## Handling
Kugleposten en er en skinnende kugleformet vogn, der trækkes af heste. Kugleposten kører op foran Københavns Rådhus og afleverer et brev. Postkassen med skiltet "Post-brevkasse til forsendelser til befordring med Kugleposten til Næstved" tømmes. Vognen kører op foran Carlsbergs hovedkontor.